# Deca-Dence
Deca-Dence (デカダンス?, Dekadansu) è una serie televisiva anime prodotta e animata da NUT, che è andata in onda dall'8 luglio al 23 settembre 2020.

## Sinossi

### Antefatti
Nell'ultima parte del 2400, l'inquinamento atmosferico ha raggiunto livelli letali. Mentre l'umanità precipita verso l'estinzione viene anche minacciata dalla comparsa di forme di vita conosciute come Gadoll, che causano l'estinzione del 90% della popolazione mondiale. Le grandi società hanno sviluppato cyborg per svolgere compiti umani, ma alla fine essi hanno iniziato a essere più numerosi degli umani e la società Solid Quake ha acquistato i diritti per gestire l'umanità. L'azienda ha creato una gigantesca cupola nel continente eurasiatico in cui ha installato una colossale struttura chiamata Deca-Dence, con un sistema indipendente di governo per poter prendere tutte le decisioni. I cittadini cyborg possono quindi vivere in sicurezza come avatar umani senza il rischio di procurarsi realmente ferite.

### Trama
Nella città fortezza di Deca-Dence, l'umile ragazza Tanker Natsume, sogna di diventare una guerriera Gear dopo la morte di suo padre, avvenuta durante un attacco dei Gadoll. Viene assegnata a una squadra di manutenzione guidata da Kaburagi, che ha un ruolo segreto nell'eliminazione dei bug, umani che minacciano le operazioni di Solid Quake. Quando Kaburagi scopre che Natsume è elencata come morta nel database dell'azienda, decide di tenerla sotto osservazione e si offre di addestrarla a combattere.

## Personaggi
Natsume (ナツメ?)
Doppiata da: Tomori Kusunoki
Un'adolescente Tanker che ha perso suo padre e il suo braccio destro a causa di un attacco dei Gadoll quando era bambina. Ha una protesi al braccio destro e sogna di combattere i Gadoll come guerriera, ma dopo essersi diplomata all'orfanotrofio dei Tanker finisce per lavorare sotto Kaburagi come operaia di manutenzione.
Kaburagi (カブラギ?)
Doppiato da: Katsuyuki Konishi
Un veterano riparatore di armature con modi bruschi e scontrosi. Una volta era un grande guerriero, ma ha perso l'ardore di combattere e trascorre le sue giornate a supervisionare una squadra che esegue compiti di manutenzione. Segue gli ordini del cyborg Hugin e trascorre le sue notti eliminando i bug attraverso la rimozione dei loro chip. Il suo stato d'animo apatico cambia grazie al suo incontro con Natsume, che è determinata a diventare un combattente.
Fei (フェイ?)
Doppiata da: Mei Shibata
la migliore amica di Natsume all'orfanotrofio dei Tanker.
Fennel (フェンネル?, Fenneru)
Doppiato da: Eiji Takeuchi
Uno degli amici di Natsume all'orfanotrofio dei Tanker.
Linmei (リンメイ?, Rinmei)
Doppiata da: Yoshino Aoyama
Una studentessa dell'orfanotrofio dei Tanker con lunghi capelli viola che prende in giro Natsume riguardo alle sue ambizioni di diventare un Gear.
Kurenai (クレナイ?)
Doppiata da: Eri Kitamura
Una grande combattente Tanker che Natsume ammira.
Hugin (フギン?)
Doppiato da: Takehito Koyasu
Il comandante di Deca-Dence che ha la responsabilità di mantenere la struttura funzionante in modo efficace per conto della società Solid Quake.
Munin (ムニン?)
Doppiata da: Kotono Mitsuishi
Un membro della Game Police che si vede sempre con Hugin.
Minato (ミナト?)
Doppiato da: Kōsuke Toriumi
È il secondo in comando di Deca-Dence, alle dipendenze di Hugin. È anche un vecchio amico di Kaburagi e sfida le regole mantenendo gli avatar in stasi dopo che i loro chip sono stati rimossi.
Pipe (パイプ?, Paipu)
Doppiato da: Eri Kitamura
Un bug che Kaburagi ha trovato sei anni fa e che Natsume ha chiamato Pipe a causa della sua inclinazione a tenere pezzi di pipa in bocca.
Donatello (ドナテロ?, Donatero)
Doppiato da: Rikiya Koyama
Un autoproclamato capo dei bug nell'omonima struttura di correzione. In precedenza era uno dei colleghi di Kaburagi quando era un guerriero.
Jill (ジル?, Jiru)
Doppiata da: Michiyo Murase
Un bug femmina con competenze tecniche di alto livello.
Sarkozy (サルコジ?, Sarukoji)
Doppiato da: Yūji Ueda
Un bug che Kaburagi incontra presso la struttura di correzione dei bug. Sebbene sia noto per essere codardo e facilmente influenzabile è in grado di acquisire beni. È conosciuto con il soprannome di "Sark".
Turkey (ターキー?, Tākī)
Doppiato da: Yutaka Aoyama
Un bug che è lo scagnozzo di Donatello. In precedenza era uno dei colleghi di Kaburagi quando era un guerriero. Essendo crudele gli piace prendersela con i deboli.
Mikey (マイキー?, Maikī)
Doppiato da: Taito Ban
Uno dei colleghi di Kaburagi quando era un guerriero.
Bug Correction Facility (矯正施設?, Kyōsei Shisetsu)
Un luogo nelle profondita di Deca-Dence dove i bug vengono inviati invece di essere scartati per insubordinazione. Il loro leader de facto è Donatello, e altri detenuti tra cui Jill, Turkey e Sarkozy.
Gadoll (ガドル?, Gadoru)
Bestie che spesso attaccano la Deca-Dence e a cui sono stati dati nomi come: octhulhu, avispine, seldurum, spoonwormer, nemollis, burrn, darumoss, megaloain e il gigantesco giland. Sia la città fortezza Deca-Dence che la società cyborg sotto il controllo della società Solid Quake utilizzano l'ossione liquido che scorre nelle vene del Gadoll come fonte di energia.

## Produzione
Deca-Dence è stato annunciato per la prima volta il 5 luglio 2019 da Kadokawa, ed è il primo lavoro anime originale dello studio NUT, noto per aver prodotto l'adattamento anime di Saga of Tanya the Evil. È stato diretto da Yuzuru Tachikawa, scritto da Hiroshi Seko, con character design di Pomodorosa, direzione dell'animazione principale di Shinichi Kurita e colonna sonora composta da Masahiro Tokuda. La fortezza Deca-Dence è stata progettata da Zhou Haosong, i cyborg sono stati progettati da Kiyotaka Oshiyama e i Gadoll sono stati progettati da Satoshi Matsūra. La serie è stata descritta come un mash-up tra Macchine mortali e L'attacco dei giganti dopo che il primo episodio era in onda.
Il regista Yuzuru Tachikawa e il produttore capo Takuya Tsunoki, che si erano uniti a Madhouse nello stesso periodo e avevano collaborato alla serie televisiva anime Death Parade, avevano parlato della creazione del proprio lavoro originale. Dopo l'istituzione dello studio NUT nel 2017, l'idea di creare un'opera originale è stata stimolata all'interno dell'azienda, e Tsunoki e il produttore capo Shō Tanaka, che hanno collaborato all'adattamento animato di Saga of Tanya the Evil, hanno parlato di "fare qualcosa" insieme. Di conseguenza, Tachikawa, Tsunoki e Tanaka hanno avviato il progetto. Lo scrittore Hiroshi Seko, che aveva precedentemente lavorato con Tachikawa su Mob Psycho 100, è stato infine aggiunto al progetto dopo che alcune basi erano state costruite e, insieme, i quattro hanno creato i concept originali della serie.
Tachikawa ha dato la priorità allo sviluppo della sceneggiatura per i ritmi drammatici che voleva rappresentare perché lo sviluppo dell'ambientazione e dei personaggi per un'opera originale poteva richiedere molto tempo. Essendo stata scritta nella sua interezza da Tachikawa, Tsunoki, Tanaka e Seko, la sceneggiatura ha dovuto essere rivista dall'episodio uno per consentire una maggiore prefigurazione e uno sviluppo narrativo nella prima metà della storia, come brevi introduzioni della visione del mondo, in modo che la seconda metà non sia troppo ricca. Di conseguenza, è stato dedicato più tempo alle riunioni di sceneggiatura stesse. In questo processo, hanno scoperto che era importante approfondire la relazione tra Kaburagi e Natsume e quindi si sono impegnati di più per ritrarre le loro interazioni e il come completano le inefficienze reciproche dall'episodio due all'episodio quattro.
Mentre il team di produzione ha deciso di avere una visione del mondo che si basasse di più sul concetto del "combattere contro grandi mostri", hanno voluto aggiungere un colpo di scena in più. Tachikawa ha quindi avuto l'idea che "in realtà questo mondo è una creazione ed è gestito da qualcos'altro", che è stata accettata sia perché era stata ritenuta interessante sia perché avrebbe potuto facilmente far acquisire alla storia una maggiore profondità quando necessario.
Il team ha deciso di creare nuovi design per i cyborg invece di utilizzare quelli scheletrici o meccanici, ed è stato deciso che i suddetti cyborg sarebbero stati disegnati a mano invece di essere realizzati con la CGI. Il design fa leggermente riferimento a Doraemon, un robot del futuro con un design carino. Hanno anche considerato il design carino e organico come una mitigazione dell'atmosfera violenta della storia. Il designer dei cyborg, Kiyotaka Oshiyama, aveva lavorato con NUT durante la produzione di FLCL Alternative. Lo staff ha ritenuto che il design dei mecha di Oshiyama fosse organico e morbido, ma ancora chiaramente simile a un mecha, che si adattava a Deca-Dence, e quindi lo ha invitato a unirsi al progetto.
Il design dei cyborg ha influenzato direttamente quello dei Gadoll: mentre il team pensava che fosse una buona idea usare design ordinari, ad esempio mostri simili a draghi o ragni, Tachikawa temeva che avrebbe reso l'atmosfera della storia troppo violenta. Dopo che i progetti di Oshiyama sono stati completati, il team ha deciso di rendere i Gadoll più carini ma orribili perché è quello che avrebbero creato quei cyborg. Il designer dei Gadoll, Satoshi Matsūra, è stato invitato da Tsunoki tramite il contatto elencato sull'account Twitter di Matsūra dopo che Tsunoki ha occasionalmente trovato i character design di Matsūra su Internet e ha pensato che il loro stile fosse adatto a quello della serie.

## Pubblicazione
Mentre il primo episodio è stato proiettato in anteprima alla FunimationCon 2020 il 3 luglio 2020, la serie è stata trasmessa dall'8 luglio al 23 settembre 2020 su AT-X, Tokyo MX, TVA, KBS, Sun TV e BS11. La sigla di apertura, Theater of Life, è stata eseguita da Konomi Suzuki, mentre la sigla di chiusura, Kioku no hakobune (記憶の箱舟? lett. "Arca della memoria"), è stata eseguita da Kashitarō Itō. Funimation ha acquistato i diritti per lo streaming in Nord America e Il 25 agosto 2020 ha annunciato che la serie avrebbe ricevuto un doppiaggio inglese. Dopo l'acquisizione di Crunchyroll da parte di Sony, la serie è stata spostata su Crunchyroll.

### Episodi
| Nº  | Titolo italiano   | In onda           | In onda |
| Nº  | Titolo italiano   | Giapponese        |         |
| 1   | Ignition          | 8 luglio 2020     |         |
| 2   | Sprocket          | 15 luglio 2020    |         |
| 3   | Steering          | 22 luglio 2020    |         |
| 4   | Transmission      | 29 luglio 2020    |         |
| 5   | Differential Gear | 5 agosto 2020     |         |
| 5.5 | Install           | 7 agosto 2020     |         |
| 6   | Radiator          | 12 agosto 2020    |         |
| 7   | Driveshaft        | 19 agosto 2020    |         |
| 8   | Turbine           | 26 agosto 2020    |         |
| 9   | Turbo Charger     | 2 settembre 2020  |         |
| 10  | Brake System      | 9 settembre 2020  |         |
| 11  | Engine            | 16 settembre 2020 |         |
| 12  | Decadence         | 23 settembre 2020 |         |

## Accoglienza
Christopher Farris di Anime News Network ha assegnato all'episodio finale un punteggio di 3 stelle su 5.